# Sobótka
Sobótka [sɔˈbutka] (německy Zobten am Berge) je město v Polsku v Dolnoslezském vojvodství v okrese Vratislav, sídlo městsko-vesnické gminy Sobótka. Leží ve vzdálenosti přibližně 30 kilometrů jihozápadně od Vratislavi na severním svahu hory Ślęża. V roce 2023 zde žilo 6 998 obyvatel.

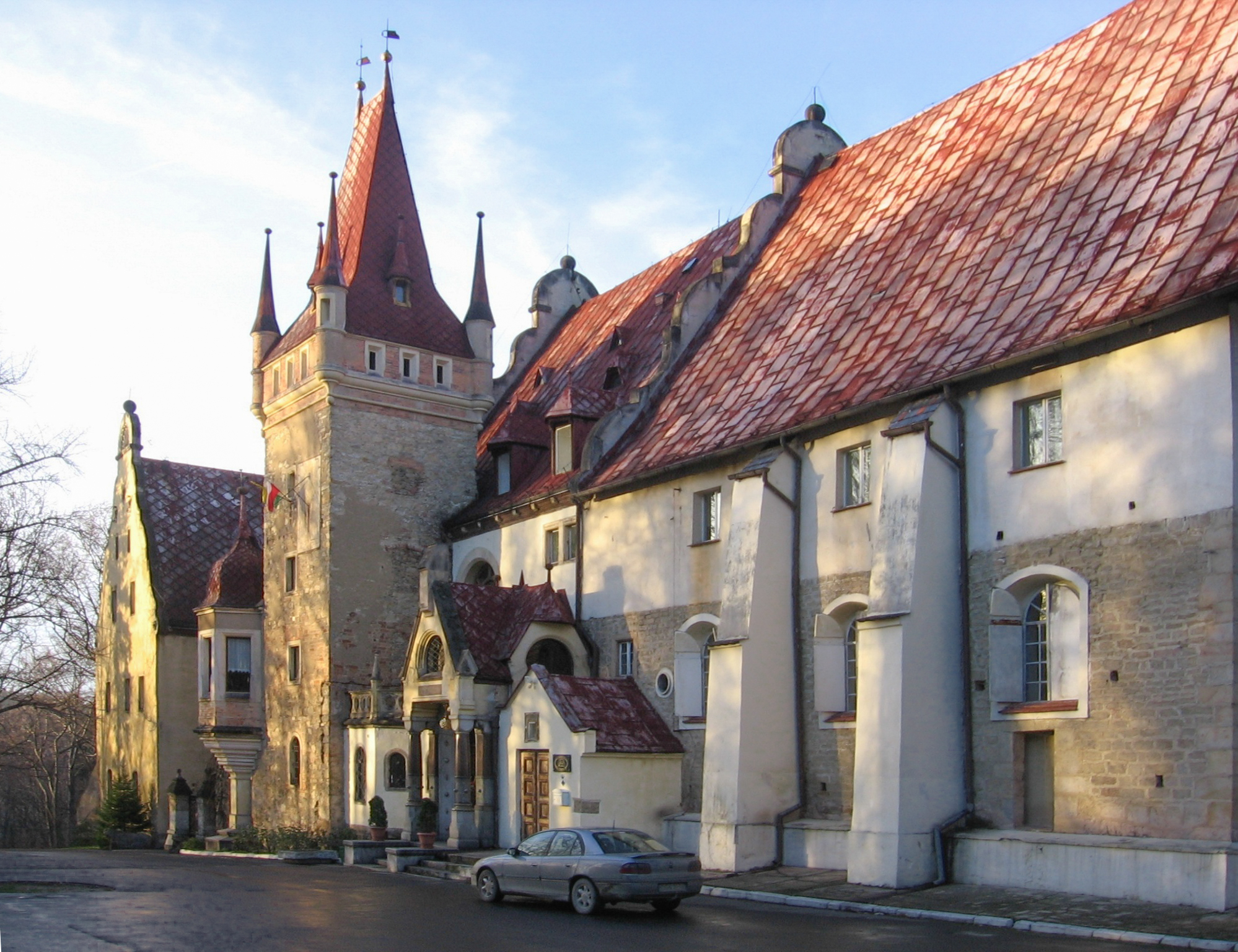
Zámek Gorka

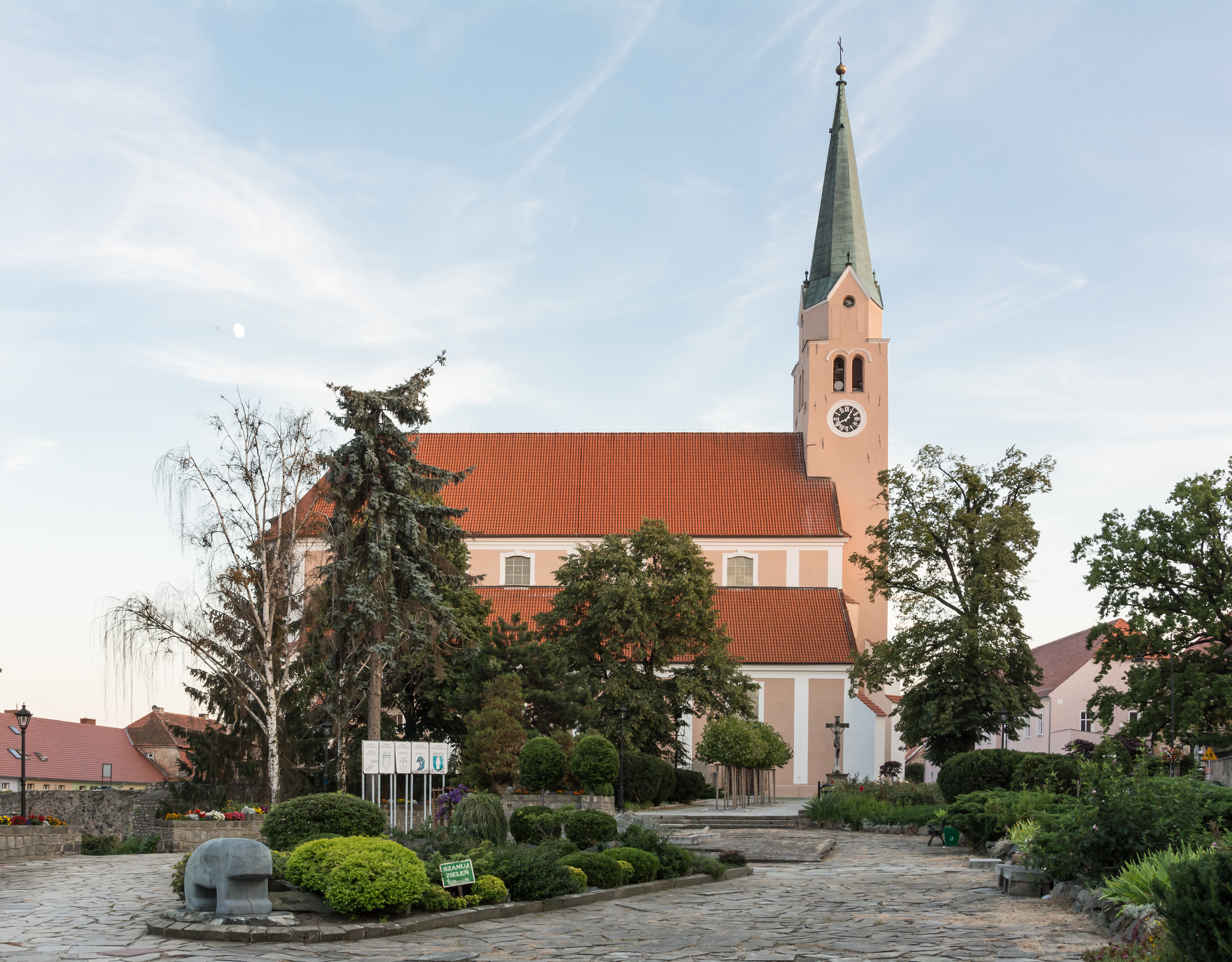
Kostel sv. Jakuba Apoštola

## Historie
Oblast byla osídlena od prehistorických časů, jak je zřejmé z početných archeologických artefaktů a ve 2. století před Kristem byla hora Ślęża místem posvátného místa keltského kmene Bójů, ohraničující severní osídlení jejich osídlené oblasti. V roce 1128 slezský velmož Petr Wlast založil augustiniánské opatství na hoře Ślęża, které bylo později přemístěno do Vratislavi, zatímco oblast zůstala majetkem augustiniánského řádu. Sídlo bylo prvně zmíněno v bule vydané roku 1148 papežem Evženem III. jako Sabath, z latinského sabbatum (česky sobota) což odkazovalo na týdenní trh. Tržní práva byla potvrzena slezským knížetem Boleslavem I. Vysokým v roce 1193. Jeho syn Jindřich I. Bradatý udělil městu privilegia podle magdeburského městského práva v roce 1221. Město je položeno na staré jantarové stezce a jeho první rolí byl obchod. Poté, co se polský král Kazimír III. Veliký vzdal Slezska, se roku 1353 Sobótka stala skrze sňatek české kněžny, částí teritoria českých králů.[zdroj⁠?!] Král Václav IV. výslovně potvrdil městská práva v roce 1399. Město bylo opět koupeno augustiniány roku 1494. Jako součást Habsburské monarchie bylo město postiženo v době třicetileté války. S většinou Slezska byla roku 1742 anektována pruským královstvím. Král Fridrich Vilém III. nakonec roku 1810 sekularizoval augustiniánské panství. Do roku 1945 bylo město známo jako Zobten am Berge. Po druhé světové válce byl region dán postupimskou dohodou pod polskou administrativu vlivem teritoriálních změn požadovaných SSSR. Většina Němců utekla anebo byla vystěhována a nahrazena Poláky vyhnanými z polských oblastí anektovaných Sovětským svazem.

## Pozoruhodnosti
Hlavní atrakcí oblasti je hora Ślęża, jeden z 28 vrcholů polské horské koruny. Jméno Slezska pochází od jména této hory. Nyní je zde rezervace "Hora Ślęża chráněná krajinná oblast a geologický park". Se svými 718 metry nad mořem jde o nejvyšší vrchol sudetského předhůří. Speciální mikroklima dovoluje rozvinutí mnoha druhů fauny a flóry. V době bronzové byla hora centrem pohanského slunečního kultu. Christanizace oblasti začala v 10. století. Je zde mnoho cest jak pro chodce, tak pro cyklisty.
V nejstarším domě v centru Sobótky je museum archeologie Stanislawa Dunajewského, vystavující velkou expozici toho, co bylo nalezeno na blízko hoře Ślęża. Za návštěvu stojí tako gotický kostel svaté Anny (13./14. století) a kostel svatého Jakuba (1738) a zámek Gorka.

## Partnerská města
- Berga/Elster, Německo
- Gauchy, Francie
- Nový Malín, Česko
- Sobotka, Česko